# Södertälje, Norrtälje, Vaxholms, Öregrunds, Östhammars och Sigtuna valkrets
Södertälje, Norrtälje, Vaxholms, Öregrunds, Östhammars och Sigtuna valkrets (även kallad Stockholms läns stadsvalkrets) var en egen valkrets med ett mandat vid riksdagsvalen till andra kammaren 1866-1875 samt från extravalet 1887-1905. Vid valen 1878-1884 var valkretsen utvidgad till Enköpings, Södertälje, Norrtälje, Vaxholms, Öregrunds, Östhammars och Sigtuna valkrets. Inför valet 1908 delades valkretsen upp i Södertälje valkrets och Vaxholms, Norrtälje, Östhammars, Öregrunds och Sigtuna valkrets.

## Riksdagsmän
- Johan Borg (1 januari-7 mars 1867)
- Fredrik Isberg (26 mars 1867-1869)
- Johan Borg (1 januari-30 maj 1870; avliden)
- Fredrik Isberg (1871-30 mars 1874; avliden)
- Magnus Lindstedt (13 maj 1874-1875)
- Edvard Behmer (1876-1878)

Valkretsen utvidgad till Enköpings, Södertälje, Norrtälje, Vaxholms, Öregrunds, Östhammars och Sigtuna valkrets 1879-första riksdagen 1887
- Anton Martin (andra riksdagen 1887-1890)
- Carl Palm (1891-1893)
- Otto Martin (1894)
- Edvard Behmer (1895-1899), lmp 1897-1899
- Jakob Pettersson (1900-1908), lib s

## Valresultat

### 1890
| Andrakammarvalet i Sverige 1890: Södertälje, Norrtälje, Vaxholms, Öregrunds, Östhammars och Sigtuna valkrets | Andrakammarvalet i Sverige 1890: Södertälje, Norrtälje, Vaxholms, Öregrunds, Östhammars och Sigtuna valkrets | Andrakammarvalet i Sverige 1890: Södertälje, Norrtälje, Vaxholms, Öregrunds, Östhammars och Sigtuna valkrets | Andrakammarvalet i Sverige 1890: Södertälje, Norrtälje, Vaxholms, Öregrunds, Östhammars och Sigtuna valkrets | Andrakammarvalet i Sverige 1890: Södertälje, Norrtälje, Vaxholms, Öregrunds, Östhammars och Sigtuna valkrets | Andrakammarvalet i Sverige 1890: Södertälje, Norrtälje, Vaxholms, Öregrunds, Östhammars och Sigtuna valkrets |
| Parti | Parti | Kandidat | Röster | % | +/- |
| --- | --- | --- | --- | --- | --- |
| | Partilös frihandlare                                                                                         | Carl Palm | 292 | 63,8 | |
| | Partilös protektionist                                                                                       | Otto Ekenberg                                                                                                | 164 | 35,8 | |
| | Annat | Övriga | 2 | 0,4 | i.u |
| Totalt | Totalt | Totalt | 458 | 100 | |
| Valdetagande                                                                                                 | Valdetagande                                                                                                 | Valdetagande                                                                                                 | 489 | 60,0 | -3,3 |

- 31 röster kasserades i valet.

### 1893
| Andrakammarvalet i Sverige 1893: Södertälje, Norrtälje, Vaxholms, Öregrunds, Östhammars och Sigtuna valkrets | Andrakammarvalet i Sverige 1893: Södertälje, Norrtälje, Vaxholms, Öregrunds, Östhammars och Sigtuna valkrets | Andrakammarvalet i Sverige 1893: Södertälje, Norrtälje, Vaxholms, Öregrunds, Östhammars och Sigtuna valkrets | Andrakammarvalet i Sverige 1893: Södertälje, Norrtälje, Vaxholms, Öregrunds, Östhammars och Sigtuna valkrets | Andrakammarvalet i Sverige 1893: Södertälje, Norrtälje, Vaxholms, Öregrunds, Östhammars och Sigtuna valkrets | Andrakammarvalet i Sverige 1893: Södertälje, Norrtälje, Vaxholms, Öregrunds, Östhammars och Sigtuna valkrets |
| Parti | Parti | Kandidat | Röster | % | +/- |
| --- | --- | --- | --- | --- | --- |
| | Partilös frihandlare                                                                                         | Otto Martin                                                                                                  | 310 | 53,5 | i.u. |
| | Partilös protektionist                                                                                       | Edvard Behmer                                                                                                | 268 | 46,2 | i.u. |
| | Annat | Övriga | 2 | 0,3 | i.u. |
| Totalt | Totalt | Totalt | 580 | 100 | |
| Valdetagande                                                                                                 | Valdetagande                                                                                                 | Valdetagande                                                                                                 | 581 | 65,6 | +5,6 |

- 1 röst kasserades i valet.

### 1896
| Andrakammarvalet i Sverige 1896: Södertälje, Norrtälje, Vaxholms, Öregrunds, Östhammars och Sigtuna valkrets | Andrakammarvalet i Sverige 1896: Södertälje, Norrtälje, Vaxholms, Öregrunds, Östhammars och Sigtuna valkrets | Andrakammarvalet i Sverige 1896: Södertälje, Norrtälje, Vaxholms, Öregrunds, Östhammars och Sigtuna valkrets | Andrakammarvalet i Sverige 1896: Södertälje, Norrtälje, Vaxholms, Öregrunds, Östhammars och Sigtuna valkrets | Andrakammarvalet i Sverige 1896: Södertälje, Norrtälje, Vaxholms, Öregrunds, Östhammars och Sigtuna valkrets | Andrakammarvalet i Sverige 1896: Södertälje, Norrtälje, Vaxholms, Öregrunds, Östhammars och Sigtuna valkrets |
| Parti | Parti | Kandidat | Röster | % | +/- |
| --- | --- | --- | --- | --- | --- |
| | Lantmannapartiet (prot.)                                                                                     | Edvard Behmer                                                                                                | 325 | 50,9 | +4,7 |
| | Folkpartiet                                                                                                  | Thor Torbjörnsson                                                                                            | 313 | 49,0 | i.u. |
| | Annat | Övriga | 1 | 0,1 | i.u. |
| Totalt | Totalt | Totalt | 639 | 100 | |
| Valdetagande                                                                                                 | Valdetagande                                                                                                 | Valdetagande                                                                                                 | 643 | 67,7 | +2,1 |

- 4 röster kasserades i valet.

### 1899
| Andrakammarvalet i Sverige 1899: Södertälje, Norrtälje, Vaxholms, Öregrunds, Östhammars och Sigtuna valkrets | Andrakammarvalet i Sverige 1899: Södertälje, Norrtälje, Vaxholms, Öregrunds, Östhammars och Sigtuna valkrets | Andrakammarvalet i Sverige 1899: Södertälje, Norrtälje, Vaxholms, Öregrunds, Östhammars och Sigtuna valkrets | Andrakammarvalet i Sverige 1899: Södertälje, Norrtälje, Vaxholms, Öregrunds, Östhammars och Sigtuna valkrets | Andrakammarvalet i Sverige 1899: Södertälje, Norrtälje, Vaxholms, Öregrunds, Östhammars och Sigtuna valkrets | Andrakammarvalet i Sverige 1899: Södertälje, Norrtälje, Vaxholms, Öregrunds, Östhammars och Sigtuna valkrets |
| Parti | Parti | Kandidat | Röster | % | +/- |
| --- | --- | --- | --- | --- | --- |
| | Liberala samlingspartiet                                                                                     | Jakob Pettersson                                                                                             | 350 | 47,4 | i.u. |
| | Lantmannapartiet                                                                                             | Edvard Behmer                                                                                                | 270 | 36,6 | -14,3 |
| | Partilös konservativ                                                                                         | Oskar Sylvander                                                                                              | 118 | 16,0 | i.u. |
| Totalt | Totalt | Totalt | 738 | 100 | |
| Valdetagande                                                                                                 | Valdetagande                                                                                                 | Valdetagande                                                                                                 | 742 | 63,3 | -4,4 |

- 4 röster kasserades i valet.
- Valet ägde rum den 15 augusti 1899.

### 1902
| Andrakammarvalet i Sverige 1902: Södertälje, Norrtälje, Vaxholms, Öregrunds, Östhammars och Sigtuna valkrets | Andrakammarvalet i Sverige 1902: Södertälje, Norrtälje, Vaxholms, Öregrunds, Östhammars och Sigtuna valkrets | Andrakammarvalet i Sverige 1902: Södertälje, Norrtälje, Vaxholms, Öregrunds, Östhammars och Sigtuna valkrets | Andrakammarvalet i Sverige 1902: Södertälje, Norrtälje, Vaxholms, Öregrunds, Östhammars och Sigtuna valkrets | Andrakammarvalet i Sverige 1902: Södertälje, Norrtälje, Vaxholms, Öregrunds, Östhammars och Sigtuna valkrets | Andrakammarvalet i Sverige 1902: Södertälje, Norrtälje, Vaxholms, Öregrunds, Östhammars och Sigtuna valkrets |
| Parti | Parti | Kandidat | Röster | % | +/- |
| --- | --- | --- | --- | --- | --- |
| | Liberala samlingspartiet                                                                                     | Jakob Pettersson                                                                                             | 764 | 64,4 | +17,0 |
| | Partilös konservativ                                                                                         | Vilhelm Vetterström                                                                                          | 422 | 35,6 | i.u. |
| | Annat | Övriga | 1 | 0,1 | i.u. |
| Totalt | Totalt | Totalt | 1 187 | 100 | |
| Valdetagande                                                                                                 | Valdetagande                                                                                                 | Valdetagande                                                                                                 | 1 189 | 68,6 | +5,3 |

- 2 röster kasserades i valet.
- Valet ägde rum den 11 september 1902.

### 1905
| Andrakammarvalet i Sverige 1905: Södertälje, Norrtälje, Vaxholms, Öregrunds, Östhammars och Sigtuna valkrets | Andrakammarvalet i Sverige 1905: Södertälje, Norrtälje, Vaxholms, Öregrunds, Östhammars och Sigtuna valkrets | Andrakammarvalet i Sverige 1905: Södertälje, Norrtälje, Vaxholms, Öregrunds, Östhammars och Sigtuna valkrets | Andrakammarvalet i Sverige 1905: Södertälje, Norrtälje, Vaxholms, Öregrunds, Östhammars och Sigtuna valkrets | Andrakammarvalet i Sverige 1905: Södertälje, Norrtälje, Vaxholms, Öregrunds, Östhammars och Sigtuna valkrets | Andrakammarvalet i Sverige 1905: Södertälje, Norrtälje, Vaxholms, Öregrunds, Östhammars och Sigtuna valkrets |
| Parti | Parti | Kandidat | Röster | % | +/- |
| --- | --- | --- | --- | --- | --- |
| | Liberala samlingspartiet                                                                                     | Jakob Pettersson                                                                                             | 680 | 63,3 | -1,1 |
| | Högersinnad                                                                                                  | Julius Nordin                                                                                                | 388 | 36,1 | i.u. |
| | Annat | Övriga | 6 | 0,6 | i.u. |
| Totalt | Totalt | Totalt | 1 074 | 100 | |
| Valdetagande                                                                                                 | Valdetagande                                                                                                 | Valdetagande                                                                                                 | 1 077 | 59,0 | -9,6 |

- 3 röster kasserades i valet.
- Valet ägde rum den 12 september 1905.